# Tanja Ostojic
Tanja Ostojic (née en Yougoslavie en 1972) est une artiste serbe.
En 2005, elle participe à une exposition d'art dans le cadre de la présidence autrichienne de l'Union européenne. Elle a créé une œuvre qui fait référence au tableau L'Origine du monde réalisé par Gustave Courbet en 1866. Cette œuvre a vivement été contestée pour misogynie.